# Albert Cashier
Albert Cashier (urodzony jako Jennie Hodgers) (ur. 1843 w Clogherhead, zm. 1915) – Amerykanin irlandzkiego pochodzenia, żołnierz wojny secesyjnej.

## Życiorys
Albert Cashier (ur. Jennie Hodgers) urodził się w 1844 roku w Irlandii, gdzie pracował jako pasterz owiec. W początku lat 60. XIX wieku wyemigrował do USA, gdzie 6 sierpnia 1862 roku wstąpił do armii Unii jako mężczyzna i pod imieniem Albert Cashier służył do końca działań wojennych, biorąc udział w czterdziestu bitwach. Z armii zwolniony został 17 sierpnia 1865 roku, razem z całym oddziałem.
W odróżnieniu od kobiet służących w armii, Cashier po zakończeniu wojny nie powrócił do roli kobiety. Zamieszkał w Saunemin w Illinois, gdzie pracował zapalając i gasząc latarnie. Co roku w Memorial Day zakładał także mundur, w którym spacerował po ulicach. Cashier żył jako mężczyzna przez ponad 50 lat, dzięki czemu jako pierwsza osoba urodzona jako kobieta w Illinois wziął udział w głosowaniu oraz otrzymał rentę żołnierską.
W 1900 i 1912 roku jego żeńskie cechy płciowe odkryli opiekujący się nim pracownicy służby zdrowia. W obu przypadkach ludzie ci zobowiązali się jednak do zachowania sekretu. W 1913 roku mieszkał w Domu Żołnierza; w wyniku kłótni z pracownikami instytucji poinformował ich, że jest kobietą. Deklaracja spowodowała jednak, że uznano go za chorego umysłowo i przeniesiono go do zakładu psychiatrycznego. Był zmuszany do noszenia kobiecych ubrań, nieprzyzwyczajony do nich potknął się i uszkodził sobie biodro.
Zmarł w 1915 roku i został pochowany jako Albert D.J. Cashier z wojskowymi honorami na Sunny Slope Cemetery w Saunemin.